# 方超
參數所指定的目標頁面不存在，建議更正成存在頁面或直接建立下列一個頁面（建立前請先搜尋是否有合適的存在頁面可以取代）：
- 方超 (国大代表)

方超（1976年—）陕西宝鸡人，中华人民共和国影视演员、电视幕后工作者。

## 生平
1976年，方超生于陕西宝鸡的一个普通家庭。童年时，他作为儿童演员参加拍摄了20余部电影、5部电视剧。1970年代末，年仅两岁多的方超便参加拍摄谢晋导演的电影《啊！摇篮》。5岁时拍《牧马人》，6岁拍《大桥下面》，8岁拍《驼峰上的爱》，12岁拍《我只流了三次泪》，13岁拍《熊猫的故事》，14岁拍《清凉寺的钟声》。祝希娟、龚雪、斯琴高娃、丛珊、朱时茂、张铁林、肖雄等知名演员都曾在剧中饰演方超的父亲或母亲。方超说，“小时候喜欢拍戏的原因是因为不用上课。真正懂得并喜欢拍戏是拍《清凉寺的钟声》的时候。”但《清凉寺的钟声》成为方超作为童星拍摄的最后一部电影。
1994年，正在读高二的方超，报考了北京电影学院表演系，进入三试，但未被录取。翌年，方超想北京电影学院表演系，但北京电影学院老师表示，结果可能会和去年一样。两次不能录取的理由都是方超个子不高。16岁之后，方超的身高停留在1.65米。考试未被录取给了方超沉重的打击。
此后，方超赴上海投奔干妈杜若英。每周六、周日晚上，方超上表演课，其他时间在干妈杜若英家开的餐厅帮忙收账、送盒饭。一天，演员邵峰在上海一个小餐厅吃面条，一名服务员端来一碗面给他，他见服务员的拇指都快泡在面汤里了，正要发火，抬头惊讶地发现这位服务员原来是方超。经邵峰介绍下，方超在电视剧《乱世桃花》及《皇宫宝贝》中饰演了两个小角色，开始重获自信。
后来，方超从《天剑群侠》开始第一次做幕后工作，整部戏的后期由方超剪接。之后方超一方面从事电视幕后工作，另一方面管理一家游戏俱乐部。

## 作品
方超的表演作品主要有：
电影
- 1979年《啊！摇篮》饰 院生
- 1981年《苦果》饰 幼年林尧
- 1982年《泉水叮咚》饰 冰冰
- 1982年《牧马人》饰 清清
- 1984年《大桥下面》饰 冬冬
- 1984年《电梯上》饰 小皓
- 1985年《驼峰上的爱》饰 吉雅
- 1987年《我只流了三次泪》饰 马悦
- 1988年《熊猫的故事》饰 龙龙
- 1991年《清凉寺的钟声》饰 少年狗娃
- 1995年《世纪桥下》
- 2000年《谁的谁心疼》

电视剧
- 电视剧《小龟的故事》
- 1996年电视剧《残阳如血》
- 1997年电视剧《城市边缘人》
- 1998年电视剧《星星串》
- 1998年电视剧《济南战役》
- 1999年电视剧《新方世玉》
- 2000年电视剧《乱世桃花》饰 咸菜
- 2002年电视剧《皇宫宝贝》饰 小寇子
- 2004年电视剧《白手风云》
- 2004年电视剧《七武士》饰 毛高
- 2005年电视剧《天剑群侠》饰 大丸子
- 2006年电视剧《钦差大臣》饰 康熙皇帝
- 2006年电视剧《天下第一媒婆》饰 皇帝